# Las Guardianas del Conchalito
Las Guardianas del Conchalito son un grupo de doce mujeres activistas en La Paz, Baja California Sur, México, que se han dedicado a la protección y restauración del Estero El Conchalito, un ecosistema de manglar que se encontraba en grave degradación.
Su labor abarca diversas acciones, entre las que destacan la vigilancia y denuncia de actividades ilegales, la reforestación de áreas dañadas mediante la plantación de nuevos árboles de mangle, y la educación y sensibilización de la comunidad local sobre la importancia de los ecosistemas de manglar. Además, promueven la igualdad de género y el liderazgo femenino en su comunidad, desafiando roles tradicionales y asumiendo tareas.

## Antecedentes
El Estero El Conchalito es un humedal costero ubicado en La Paz, que alberga una importante población de manglares y es hogar de diversas especies de flora y fauna. Sin embargo, durante años este ecosistema sufrió de daños por actividades humanas como la urbanización descontrolada, la tala ilegal y la contaminación.

En el año 2015, un grupo de mujeres vecinas del Conchalito, preocupadas por el deterioro del lugar, decidieron organizarse para frenar la degradación y sobrexplotación del callo de hacha, restaurar su ciclo de vida, así como el del estero donde se reproduce. Estas mujeres, provenientes de diversos orígenes y ocupaciones, se unieron por el amor y la preocupación por su comunidad y el medio ambiente.
“El cambio fue por necesidad. Nos tuvimos que adaptar al desarrollo. La pesca estaba desapareciendo. No queríamos que nuestros hijos se dedicaran a esto. Nos organizábamos para poder trabajar y comer”.

## Historia
A principios de la década de 2000, la comunidad de El Manglito enfrentó una crisis debido a cambios en las leyes de pesca y la burocracia, lo que dejó a muchos pescadores sin sustento. Ante esta situación, un grupo de mujeres, preocupadas por el deterioro ambiental y económico de su comunidad, decidió organizarse para rescatar el estero y revitalizar su entorno. Inicialmente, comenzaron vigilando la zona para protegerla de actividades ilegales y limpiando áreas contaminadas. 
En 2016, se asociaron con la Organización de Pescadores Rescatando la Ensenada (OPRE), una sociedad de producción rural constituida en 2016 por 15 cooperativas pesqueras y 20 pescadores libres. En 2017, consiguieron la concesión de 2048 hectáreas dentro de la Ensenada, en las que ahora cultivan la pesca comercial del callo de hacha entre otros productos. Ese mismo año, la organización Noroeste Sustentable les formó en cursos de gobernanza, perdón y reconciliación, autocuidado y género. Esto, nombran fue un parteaguas en nombrarse como mujer antes de su relación sanguínea. 
En 2018, consolidaron su trabajo al constituirse formalmente como Las Guardianas del Conchalito. Un hito importante en su labor ocurrió el 14 de septiembre de 2018, cuando inauguraron un vivero en El Conchalito dedicado a la crianza de manglares. En un proceso que dura entre seis y doce meses, estos árboles son cultivados hasta alcanzar la madurez suficiente para ser trasplantados a la costa, contribuyendo así a la recuperación del ecosistema.

## Activismo
Las Guardianas del Conchalito han emprendido una ardua labor de protección, restauración y concientización sobre este humedal. 
Sus principales acciones incluyen:

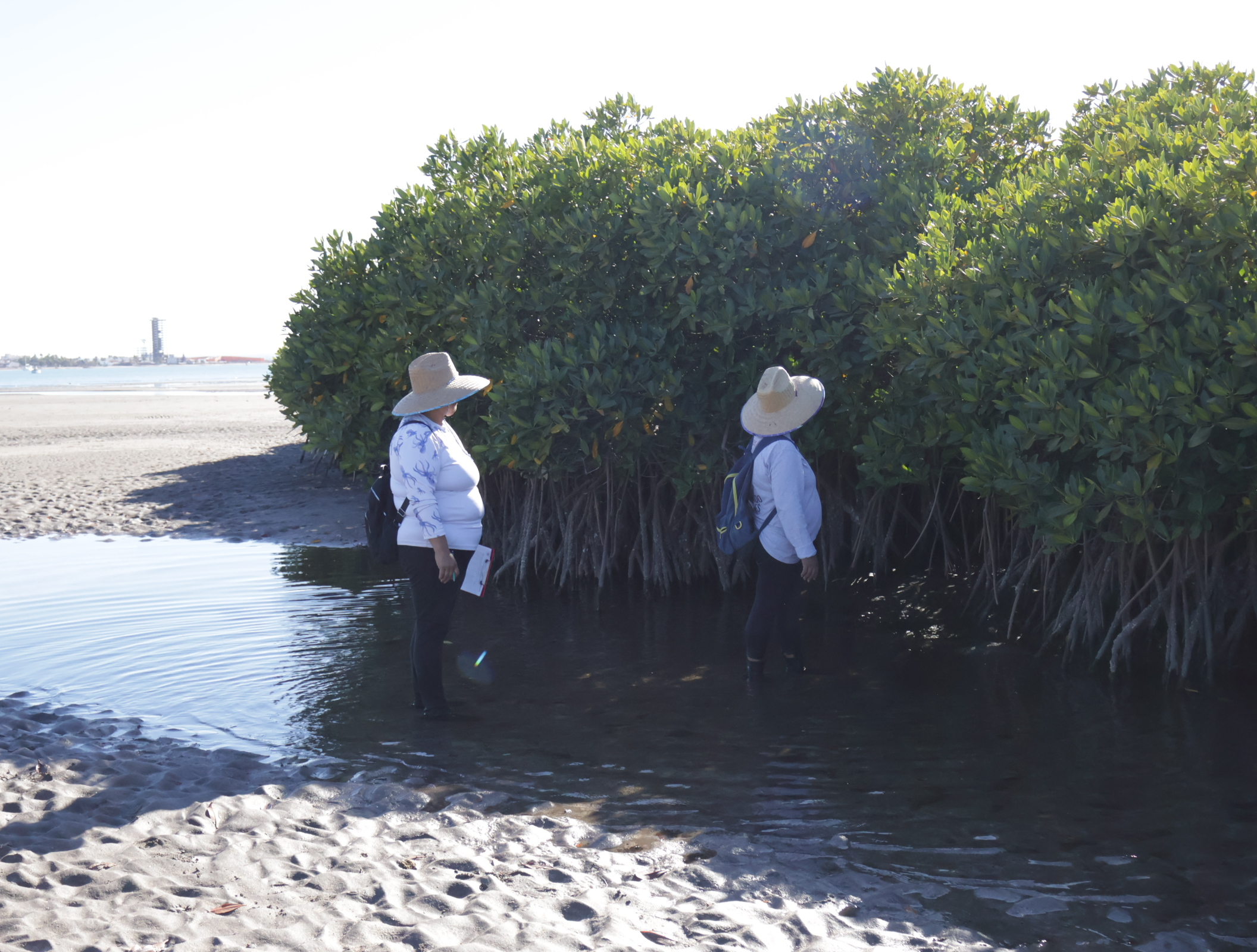
Las Guardianas del Conchalito haciendo monitoreo en los manglares.

- Vigilancia y denuncia de actividades ilegales como tala de manglares y vertido de desechos.
- Reforestación y recuperación de áreas dañadas, plantando cientos de nuevos árboles de mangle.
- Educación y sensibilización a la comunidad local sobre la importancia de los ecosistemas de manglar.
- Incidencia política para la creación de áreas naturales protegidas y políticas de conservación.
- Investigación científica y monitoreo del estado del Estero El Conchalito.[12]

Como parte de su monitoreo, las Guardianas registran el estado de tres tipos de manglares. En el caso del mangle rojo, observan la presencia de flores y evalúan el estado de los frutos para detectar posibles daños. Para el mangle blanco y negro, utilizan un cuadrante de 60x60 centímetros, dentro del cual cuentan y registran la cantidad de semillas, documentando los resultados en su bitácora.

### El Conchalito

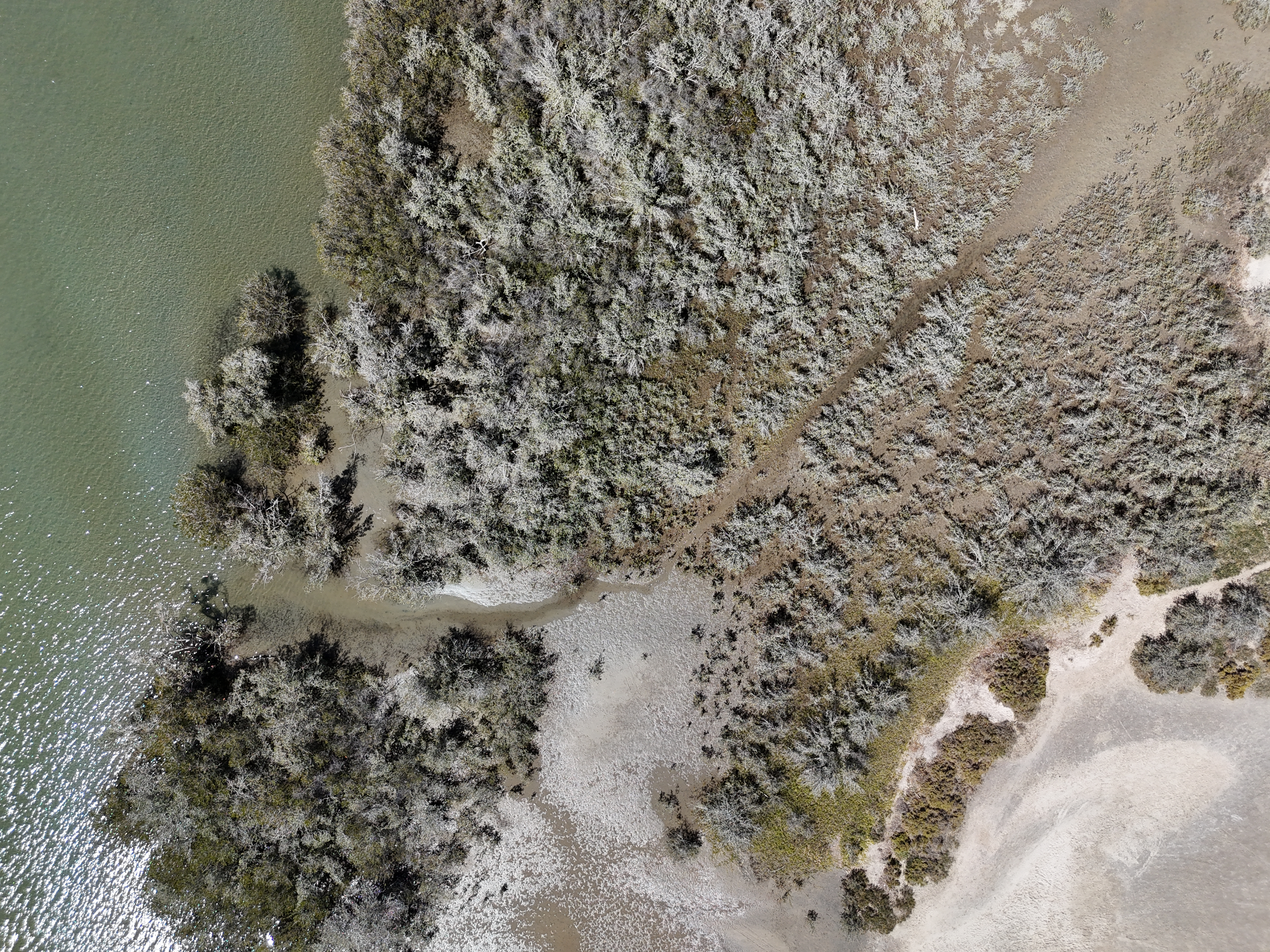
Fotos tomadas con dron DJI Mini 2 para monitoreo y protección de manglares.

El Conchalito es un área de manglares ubicada en La Paz. Es un ecosistema de gran importancia ambiental porque actúa como zona de protección costera, refugio de biodiversidad y área de captura de carbono.
Históricamente, la comunidad de El Manglito dependía de la pesca, especialmente del callo de hacha. Sin embargo, la sobreexplotación y la degradación del manglar llevaron a una disminución drástica de estos recursos. Ante esta situación, Las Guardianas asumieron la responsabilidad de proteger y revitalizar El Conchalito, enfrentando desafíos como la pesca furtiva y la contaminación. Su labor ha sido crucial para la recuperación del ecosistema y la reactivación de la economía local. 
La preservación del Estero El Conchalito desempeña un papel clave en la mitigación y adaptación al cambio climático, ya que actúa como un sumidero natural capaz de almacenar 12,437 toneladas de carbono. Además, funciona como una barrera protectora para las comunidades cercanas, resguardándolas del impacto del viento y de las inundaciones provocadas por tormentas y huracanes. No obstante, enfrenta diversas amenazas, como el crecimiento urbano descontrolado, la construcción sin planificación adecuada y prácticas inadecuadas por parte de los visitantes. 
Las Guardianas del Conchalito llevan a cabo diversas acciones diarias, como vigilancia, monitoreo biológico, limpieza y sensibilización ambiental para los visitantes. 

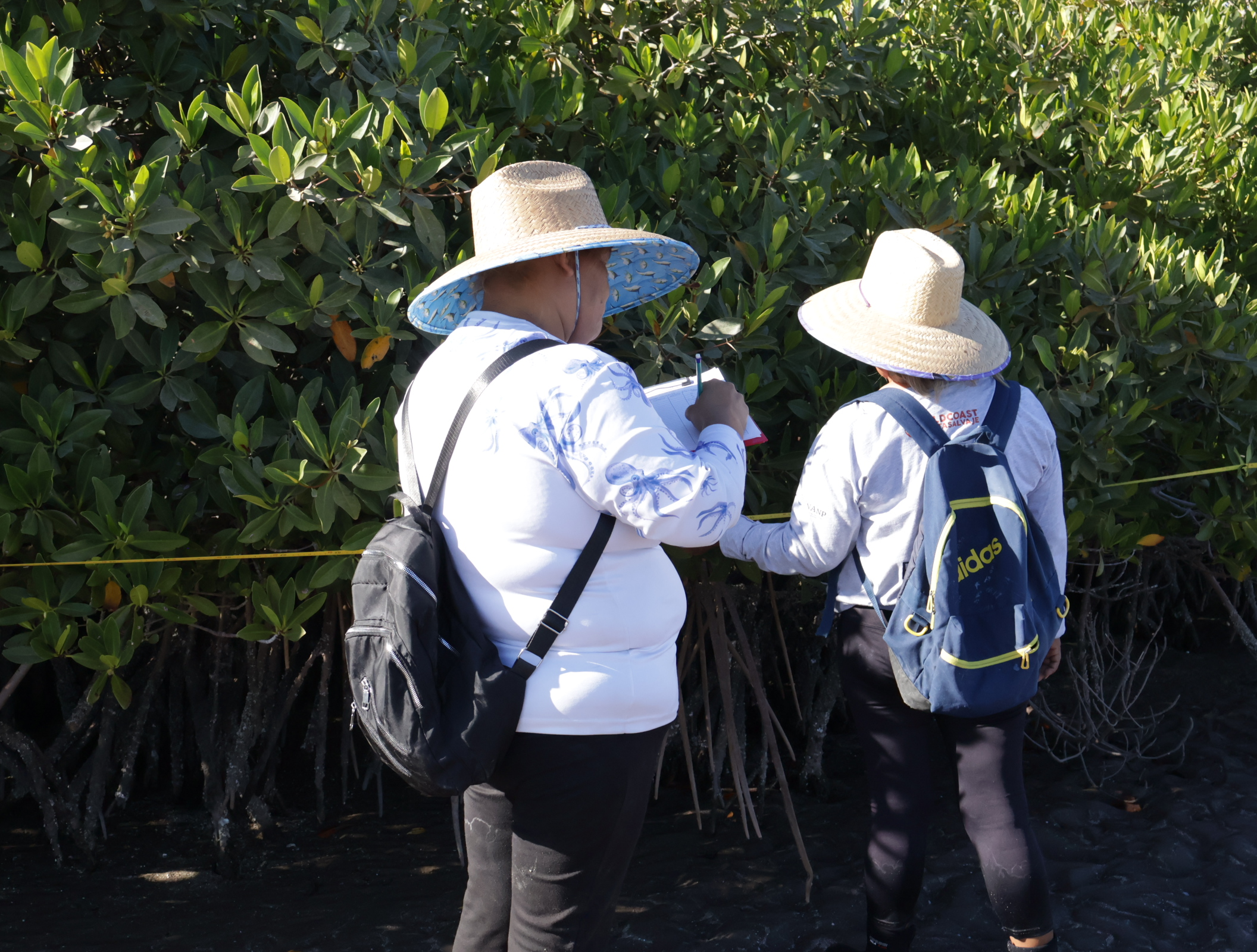
Las Guardianas del Conchalito durante una jornada de monitoreo en los manglares de El Mogote.

### El Mogote
El Mogote es una península de dunas y manglares en La Paz que funciona como un refugio natural para diversas especies y una barrera protectora contra huracanes y tormentas. Su conservación es crucial no solo para la biodiversidad, sino también para la estabilidad ecológica y la seguridad de la región.
Sin embargo, a lo largo de los años, la degradación de sus manglares ha aumentado debido al crecimiento descontrolado de desarrollos inmobiliarios y a la alteración de los flujos de agua. Desde 2023, con el apoyo de Costa Salvaje y la Comisión Nacional de Áreas Naturales Protegidas (CONANP), las Guardianas del Conchalito han implementado un programa de monitoreo mensual en los manglares. Su labor incluye la identificación de especies, la recolección de semillas y la restauración de áreas afectadas.
A pesar de estos esfuerzos, el grupo de mujeres ha enfrentado hostigamiento y expulsiones por parte de la seguridad privada de los desarrollos turísticos en la zona, particularmente del megaproyecto Paraíso del Mar, que abarca 350 hectáreas adquiridas al Gobierno de Baja California Sur en 2002 y otras 158.34 hectáreas compradas a particulares. Este tipo de presión inmobiliaria representa una amenaza constante para la preservación del ecosistema.

## Impacto
El trabajo de las Guardianas del Conchalito han recibido diversos premios y distinciones por su labor en pro de la conservación ambiental y el empoderamiento de las mujeres.
Más allá de los logros ambientales, las Guardianas han tenido un impacto  en su comunidad, inspirando a otras mujeres a involucrarse en la defensa de su entorno y buscando cambiar vidas a través del activismo y la organización comunitaria.